# Eriopyga perfusata
Eriopyga perfusata là một loài bướm đêm trong họ Noctuidae.